# Bistum Moosonee
Das Bistum Moosonee (lateinisch Dioecesis Musonitana, englisch Diocese of Moosonee) war eine in Kanada gelegene römisch-katholische Diözese mit Sitz in Moosonee. Am 3. Dezember 2018 vereinigte Papst Franziskus die Diözese mit dem Bistum Hearst zum Bistum Hearst-Moosonee.

## Geschichte
Am 3. Dezember 1938 errichtete Papst Pius XI. aus Gebietsabtretungen des Bistums Haileybury und des Apostolischen Vikariates Nord-Ontario das Apostolische Vikariat James Bay errichtet. Sein Gebiet umfasste den Norden von Ontario und einen Teil von Québec. Das Apostolische Vikariat James Bay wurde am 13. Juli 1967 durch Papst Paul VI. zum Bistum erhoben und in Bistum Moosonee umbenannt. Es wurde dem Erzbistum Keewatin-Le Pas als Suffraganbistum unterstellt. Den zu Québec gehörenden Teil seines Gebietes gab das Bistum Moosonee am 31. Mai 2007 an das Bistum Amos ab, sodass sein Gebiet zuletzt nur noch aus dem Norden von Ontario bestand. Am 3. Dezember 2018 vereinigte Papst Franziskus das Bistum Moosonee mit dem Bistum Hearst zum Bistum Hearst-Moosonee. Dieses ist dem Erzbistum Ottawa als Suffragan unterstellt. Der bisherige Bischof von Hearst, Robert Bourgon, der das Bistum Moosonee bereits seit 2016 als Apostolischer Administrator verwaltete, wurde zum Bischof der vereinigten Diözese ernannt.

## Ordinarien

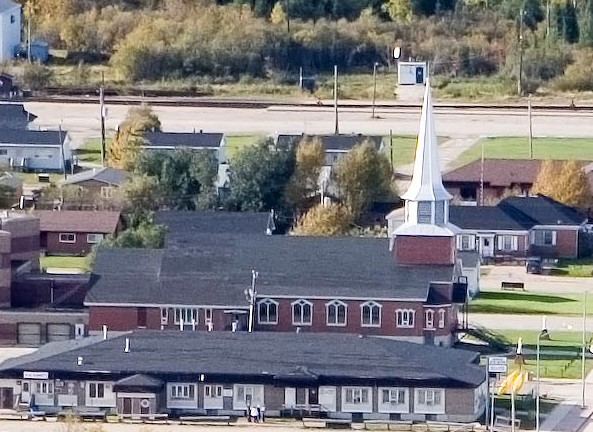
Frühere Kathedrale Christus König

### Apostolische Vikare von James Bay
- 1939–1964 Henri Belleau OMI
- 1964–1967 Jules Leguerrier OMI

### Bischöfe von Moosonee
- 1967–1991 Jules Leguerrier OMI
- 1991–2016 Vincent Cadieux OMI
  - 2016–2018, Apostolischer Administrator: Robert Bourgon